# 야마모토 고스케
야마모토 고스케(일본어: 山本 康裕, 1989년 10월 29일 ~ )는 일본의 축구 선수로 현재 J1리그의 주빌로 이와타에서 미드필더로 활약하고 있으며 주빌로 이와타의 프랜차이즈 스타이기도 하다.

## 구단 경력
그는 2006년부터 J리그의 주빌로 이와타, 알비렉스 니가타에서 뛰었다.

## 수상

### 클럽
주빌로 이와타
- J2리그 : 우승 (2021), 준우승 (2023)
- J리그컵 : 우승 (2010)
- 수루가 뱅크 챔피언십 : 우승 (2011)